# Łotwa na Letnich Igrzyskach Olimpijskich 1936
Łotwę na Letnich Igrzyskach Olimpijskich 1936 w Berlinie reprezentowało 24 zawodników w 12 dyscyplinach. Najmłodszym zawodnikiem był Visvaldis Melderis (21 lat). Najstarszym zawodnikiem był Artūrs Motmillers (35 lat). Igrzyska olimpijskie w Berlinie były ostatnimi, w jakich uczestniczyła reprezentacja Łotwy przed utratą niepodległości w 1940 roku. 

## Zdobyte medale
| Medal  | Zawodnik          | Dyscyplina    | Konkurencja               |
| ------ | ----------------- | ------------- | ------------------------- |
| Srebro | Edvīns Bietags    | Zapasy        | Waga półciężka (79-87 kg) |
| Brąz   | Adalberts Bubenko | Lekkoatletyka | Chód na 50 km             |

## Wyniki zawodników

### Kolarstwo
| Zawodnik                                                       | Konkurencja                | Rezultat | Pozycja          | Źródło |
| -------------------------------------------------------------- | -------------------------- | -------- | ---------------- | ------ |
| Arvīds Immermanis                                              | Wyścig ze startu wspólnego | ≈2:52,08 | Nieznana         | [ 1 ]  |
| Aleksejs Jurjevs                                               | Wyścig ze startu wspólnego | ≈2:52,08 | Nieznana         | [ 1 ]  |
| Mārtiņš Mazūrs                                                 | Wyścig ze startu wspólnego | ≈2:37,08 | Nieznana         | [ 1 ]  |
| Jānis Vītols                                                   | Wyścig ze startu wspólnego | ≈2:52,08 | Nieznana         | [ 1 ]  |
| Arvīds Immermanis Aleksejs Jurjevs Mārtiņš Mazūrs Jānis Vītols | Jazda drużynowa            | ≈8:21,24 | Nieklasyfikowana | [ 2 ]  |

### Koszykówka
| Zawodnicy        | 1/32 finału      | Baraż o 1/16 finału | 1/16 finału      | Baraż o 1/8 finału | 1/8 finału       | Ćwierćfinał      | Mecze o miejsca 5-8 | Mecze o miejsca 5-8 | Półfinał         | Finał/O brąz     | Pozycja | Źródło |
| Zawodnicy        | 1/32 finału      | Baraż o 1/16 finału | 1/16 finału      | Baraż o 1/8 finału | 1/8 finału       | Ćwierćfinał      | Półfinał            | Finał               | Półfinał         | Finał/O brąz     | Pozycja | Źródło |
| Zawodnicy        | Przeciwnik Wynik | Przeciwnik Wynik    | Przeciwnik Wynik | Przeciwnik Wynik   | Przeciwnik Wynik | Przeciwnik Wynik | Przeciwnik Wynik    | Przeciwnik Wynik    | Przeciwnik Wynik | Przeciwnik Wynik | Pozycja | Źródło |
| ---------------- | ---------------- | ------------------- | ---------------- | ------------------ | ---------------- | ---------------- | ------------------- | ------------------- | ---------------- | ---------------- | ------- | ------ |
| drużyna mężczyzn | Urugwaj W 20:17  | BYE                 | Kanada P 23:34   | Polska P 23:28     | BYE              | BYE              | BYE                 | BYE                 | BYE              | BYE              | 15.–18. | [ 3 ]  |

#### Kadra
- Eduards Andersons
- Voldemārs Elmūts
- Mārtiņš Grundmanis
- Rūdolfs Jūrciņš
- Maksis Kazāks
- Visvaldis Melderis
- Ďžems Raudziņš
- Aleksejs Anufrijevs[a]
- Alfrēds Hermanovskis[a]
- Edgars Rūja[a]
- Jānis Tiltiņš[a]

### Lekkoatletyka

#### Mężczyźni

##### Konkurencje biegowe
| Zawodnik          | Konkurencja                   | Eliminacje | Eliminacje | Finał     | Finał            | Źródło |
| Zawodnik          | Konkurencja                   | Rezultat   | Pozycja    | Rezultat  | Pozycja          | Źródło |
| ----------------- | ----------------------------- | ---------- | ---------- | --------- | ---------------- | ------ |
| Artūrs Motmillers | Maraton                       | —          | —          | 2:58:02,0 | 28.              | [ 4 ]  |
| Voldemārs Vītols  | Bieg na 3000 m z przeszkodami | 9:28,8     | 3. Q       | 9:18,8    | 7.               | [ 5 ]  |
| Adalberts Bubenko | Chód na 50 km                 | —          | —          | 4:42:42,4 | brąz             | [ 6 ]  |
| Jānis Daliņš      | Chód na 50 km                 | —          | —          | DNS       | Nieklasyfikowany | [ 6 ]  |
| Arnolds Krūkliņš  | Chód na 50 km                 | —          | —          | DNS       | Nieklasyfikowany | [ 6 ]  |

##### Konkurencje techniczne
| Zawodnik   | Konkurencja    | Kwalifikacje | Kwalifikacje | Finał    | Finał   | Źródło |
| Zawodnik   | Konkurencja    | Rezultat     | Pozycja      | Rezultat | Pozycja | Źródło |
| ---------- | -------------- | ------------ | ------------ | -------- | ------- | ------ |
| Oto Jurģis | Rzut oszczepem | ≈61,90       | 11. Q        | 60,71    | 13.     | [ 7 ]  |

##### Wieloboje
| Zawodnik    | Konkurencja   |          | 100 m   | Skok w dal | Kula    | Skok wzwyż | 400 m | 110 m ppł. | Dysk | Tyczka | Oszczep | 1500 m | Wynik końcowy    | Źródło |
| ----------- | ------------- | -------- | ------- | ---------- | ------- | ---------- | ----- | ---------- | ---- | ------ | ------- | ------ | ---------------- | ------ |
| Jānis Dimza | Dziesięciobój | Rezultat | 11,9 s  | 6,36 m     | 13,66 m | 1,78 m     | DNS   | DNS        | DNS  | DNS    | DNS     | DNS    | Nieklasyfikowany | [ 8 ]  |
| Jānis Dimza | Dziesięciobój | Punkty   | 618 pkt | 641 pkt    | 781 pkt | 671 pkt    | DNS   | DNS        | DNS  | DNS    | DNS     | DNS    | Nieklasyfikowany | [ 8 ]  |

### Strzelectwo

#### Pistolet
| Zawodnik      | Konkurencja                   | 1. runda | 2. runda | 3. runda | 4. runda | 5. runda | Wynik | Pozycja | Źródło |
| ------------- | ----------------------------- | -------- | -------- | -------- | -------- | -------- | ----- | ------- | ------ |
| Haralds Marvē | Pistolet szybkostrzelny, 25 m | 18       | 6        | 5        | 3        | BYE      | 29    | 8.      | [ 9 ]  |
| Kārlis Kļava  | Pistolet szybkostrzelny, 25 m | 18       | 4        | BYE      | BYE      | BYE      | 22    | 23.     | [ 9 ]  |

#### Karabin
| Zawodnik         | Konkurencja                       | Wynik | Pozycja | Źródło |
| ---------------- | --------------------------------- | ----- | ------- | ------ |
| Rūdolfs Baumanis | Karabin małokalibrowy leżąc, 50 m | 291   | 32.–35. | [ 10 ] |

### Zapasy
| Zawodnik           | Konkurencja                               | 1. runda                                  | 2. runda                           | 3. runda                               | 4. runda         | 5. runda                          | Finał                             | Pozycja | Źródło |
| Zawodnik           | Konkurencja                               | Przeciwnik Wynik                          | Przeciwnik Wynik                   | Przeciwnik Wynik                       | Przeciwnik Wynik | Przeciwnik Wynik                  | Przeciwnik Wynik                  | Pozycja | Źródło |
| ------------------ | ----------------------------------------- | ----------------------------------------- | ---------------------------------- | -------------------------------------- | ---------------- | --------------------------------- | --------------------------------- | ------- | ------ |
| Krisjānis Kundziņš | Styl klasyczny, waga piórkowa (do 61 kg)  | A. Scherpenisse Zwycięstwo – przed czasem | V. Borga Porażka – decyzja (0:3)   | N. Biris Zwycięstwo – przed czasem     | wolny los        | Y. Erkan Porażka – decyzja (0:3)  | NQ                                | 5.      | [ 11 ] |
| Edvīns Bietags     | Styl klasyczny, waga półciężka (do 87 kg) | W. Seelenbinder Zwycięstwo – przed czasem | G. Bóbis Zwycięstwo – przed czasem | M. Avcioğlu Zwycięstwo – przed czasem  | wolny los        | A. Neo Zwycięstwo – decyzja (2:1) | A. Cadier Porażka – decyzja (0:3) | srebro  | [ 12 ] |
| Alberts Zvejnieks  | Styl klasyczny, waga ciężka (pow. 87 kg)  | J. Klapuch Porażka – przed czasem         | S. Nađ Zwycięstwo – przed czasem   | K. Hornfischer Porażka – decyzja (0:3) | NQ               | Nie dotyczy                       | NQ                                | 7.–8.   | [ 13 ] |